# 感度 (電子工学)
通信システムの受信機または検出装置（PINダイオードなど）のような電子デバイスの感度は、ある信号対雑音比を有する出力信号を生成するために必要な入力信号の最小値（他の基準の場合もある）。
感度（sensitivity）はときに応答性（responsivity）の同義語として不適切に使用されることがある。
マイクロフォンの感度は通常、1V/Pa (Pa = N/m2) に対するデシベル単位の音の場の強度、もしくは開回路や1キロオームの負荷に対するパスカルあたりのミリボルト単位(mV/Pa)の伝達因子で表される。
拡声器の感度は普通、1mでdB / 2.83 VRMS と表される。これは電気効率とは同じではない。
ハイドロホンの感度は普通、dB re 1 V/µPaと表される。
受信機の感度は普通、出力ポートで特定のSN比を生成するために必要な最小入力信号 {\displaystyle S_{i}} として定義され、入力ポートでの平均雑力パワーと出力で必要とされるSN比の最小値との比で表される。
{\displaystyle S_{i}=k(T_{a}+T_{rx})B{\cdot }{\frac {S_{o}}{N_{o}}}}
このとき
{\displaystyle S_{i}} = 感度[W]
k = ボルツマン定数
{\displaystyle T_{a}} = 受信機の入力におけるソース（アンテナなど）の等価雑音温度[K]
{\displaystyle T_{rx}} = 受信機の入力を見た時の受信機の等価雑音温度[K]
B = 帯域幅[Hz]
{\displaystyle {\frac {S_{o}}{N_{o}}}} = 出力で必要なSN比 [-]
受信機の感度は、どれだけかすかであっても、受信機が入力信号をうまく受信できていることを示しているので、パワーレベルが低いほど、良いということになる。所与のSN比に対しより低いパワーは受信機の寄与がより小さいため、より良い感度を意味する。パワーがdBmで表されるとき、負の数の絶対値が大きいほど、受信感度が良いことになる。例えば−98 dBm の受信感度は−95 dBm の受信感度よりも3dB、つまり2倍良いということになる。つまり、あるデータレートでは、−98 dBmの感度を持つ受信機は−95 dBmの受信機の半分のパワーで信号を聞くことができる。